# Sparkasse Burgenlandkreis
Die Sparkasse Burgenlandkreis ist eine Sparkasse im Burgenlandkreis mit Hauptsitz Zeitz. Sie ist eine Anstalt des öffentlichen Rechts, deren Träger der Burgenlandkreis ist, und Mitglied im Ostdeutschen Sparkassenverband.

## Leitungsgremien
Leitungsgremien sind der Verwaltungsrat und der Vorstand. Mitglieder dieser Gremien sind:

### Verwaltungsrat
- Vertreter des Landkreises: Götz Ulrich (Vorsitzender), Hans Dieter von Fintel, Wilmar Kabisch, Ulrich Aubele, Kerstin Sachtler, Olaf Schumann, Dr. Karin Reglich, Armin Müller (Stv.)
- Vertreter der Beschäftigten: Gerd-Florian Böttcher, Jan Landmann, Heiko Arnhold, Steffi Busch, Maik Herrmann (Stv.), Ingo Glasneck (Stv.)
- berufene Bürger: Hilmar Preißer, Ernst Wehler, Jens Neumann, Udo Mänicke (Stv.)
- Mario Kerner (Vors.), Jörn Stauch

## Geschäftsausrichtung und Geschäftserfolg
Die Sparkasse Burgenlandkreis wies im Geschäftsjahr 2024 eine Bilanzsumme von 2,953 Mrd. Euro aus und verfügte über Kundeneinlagen von 2,515 Mrd. Euro. Gemäß der Sparkassenrangliste 2024 liegt sie nach Bilanzsumme auf Rang 170. Sie unterhält 31 Filialen/Selbstbedienungsstandorte und beschäftigt 396 Mitarbeiter.